# ناهض عكسي
في علم الأدوية،  إن الناهض العكسي دواء يرتبط بالمستقبل كأنه ناهض ولكنه يحفز الاستجابة الدوائية عكس الناهض
المناهض المتعادل ليس له نشاط في غياب الناهض أو الناهض العكسي لكنه يستطيع منع نشاط أي منهما. الناهض العكسي له مفعول عكس الناهضين لكن يُمنع تأثير كل منهما عن طريق المناهضين
الشرط الأساسي لاستجابة الناهض العكسي هو ان المستقبل يجب ان يكون  له مستوى من النشاط التأسيسي (المعروف أيضا باسم الجوهري أو الأساسي) في غياب أي ترابط. الناهض يزيد نشاط المستقبل فوق مستواه القاعدي، في حين ان الناهض العكسي يقلل من النشاط تحت المستوى القاعدي
فاعليه الناهض الكامل حسب التعريف هي 100%، المناهض المتعادل له فاعليه 0%، والناهض العكسي له فاعليه اقل من 0% (أي بالسالب)